# One (Metallica)
One è un singolo del gruppo musicale statunitense Metallica, pubblicato il 10 gennaio 1989 come terzo estratto dal quarto album in studio ...And Justice for All.
Nello stesso anno il brano vinse il primo Grammy Award alla miglior interpretazione metal. One inoltre si classificò alla settima posizione nella classifica dei 100 migliori assoli di chitarra stilata dalla rivista Guitar World.
One fu inoltre ripubblicato nel 1994 come l'unico singolo estratto dal box set Live Shit: Binge & Purge.

## Descrizione
Composto nel novembre 1987 da James Hetfield e da Lars Ulrich, l'introduzione del brano è caratterizzato da campionamenti di una battaglia della durata di poco meno di 20 secondi, terminando con il rumore di un elicottero da guerra. La canzone vera e propria comincia con Hetfield che suona un arpeggio pulito, alternato con due assoli di Kirk Hammett. Il ritmo cresce poco dopo i primi stacchi di batteria di Ulrich. Durante il ritornello, il suono della chitarra ritmica diventa più abrasivo e distorto finché non riprendono le strofe. A metà brano si sente un secondo assolo di Hammett, prima che i testi scompaiano e lascino il posto ad un finale veloce ed aggressivo, sottolineato da una mutualità chitarra-batteria che imita il suono di una mitragliatrice e da un altro assolo di Hammett.

L'introduzione del brano, basato su un fraseggio di arpeggi in Si-Sol, fu scritto da Hetfield, e si basava su un'idea derivata dal brano Buried Alive, dei Venom. In un'intervista al Guitar World del 1991, Hetfield dichiarò: 

## Video musicale
One è stato il primo singolo dei Metallica per il quale fu girato un video, per l'occasione diretto da Michael Salomon, Steve Goldmann e Bill Pope. Del video uscirono tre versioni: la prima (la più lunga) riprendeva il gruppo e parte del film, la seconda era una versione più corta della precedente mentre la terza inquadrava solo i Metallica. Le prime versioni apparvero inoltre nella videocassetta 2 of One, pubblicata il 20 giugno 1989.
Girato prevalentemente in bianco e nero, il video debuttò su MTV il 20 gennaio 1989 e mostra il gruppo eseguire il brano in un magazzino. Durante il filmato è possibile vedere Ulrich indossare la maglietta di ...And Justice for All dove sono raffigurate le facce dei membri del gruppo. Alle scene del gruppo vengono alternate altre tratte dal film E Johnny prese il fucile, scritto e diretto da Dalton Trumbo, autore dell'omonimo romanzo. L'attore Timothy Bottoms interpreta Joe Bonham, protagonista del racconto. Bonham è confinato in un ospedale e sopravvive mediante un tubo, dopo che è stato colpito da un mortaio (anche se il testo dice che una mina avrebbe provocato le sue ferite) durante la prima guerra mondiale. Malgrado sia sopravvissuto, l'esplosione gli ha fatto perdere braccia e gambe, lo ha paralizzato e gli ha fatto perdere alcuni dei cinque sensi.

## Cover
- Una cover del brano è presente nell'album degli Apocalyptica Inquisition Symphony. Il 5 dicembre 2011, in occasione della prima data del concerto del 30º anniversario dei Metallica avvenuta al Fillmore di San Francisco, gli Apocalyptica si esibirono assieme ai Metallica stessi.
- Nel 2003, in occasione dell'MTV Icons dedicato ai Metallica, i Korn reinterpretarono una versione accorciata del brano, la quale superava di poco i quattro minuti e non presentava assoli di chitarra. Questa versione è stata poi inclusa come traccia fantasma nel loro album Take a Look in the Mirror.

## Tracce

### Edizione del 1989
CD singolo, 12"
1. One – 7:24 (James Hetfield, Lars Ulrich)
2. For Whom the Bell Tolls (Live) – 4:48 (James Hetfield, Lars Ulrich, Cliff Burton)
3. Welcome Home (Sanitarium) (Live) – 6:06 (James Hetfield, Lars Ulrich, Kirk Hammett)

7", MC
1. One (Edit of LP Version) – 7:24 (James Hetfield, Lars Ulrich)
2. The Prince – 4:26 (Sean Harris, Brian Tatler) – originariamente interpretata dai Diamond Head

CD singolo (Giappone)
1. One – 7:24 (James Hetfield, Lars Ulrich)
2. Breadfan – 5:44 (Ray Phillips, Burke Shelley, Tony Bourge) – originariamente interpretata dai Budgie
3. For Whom the Bell Tolls (Live) – 4:48 (James Hetfield, Lars Ulrich, Cliff Burton)
4. Welcome Home (Sanitarium) (Live) – 6:06 (James Hetfield, Lars Ulrich, Kirk Hammett)
5. One (Demo) – 7:03

12" Picture disc
- Lato A

1. One – 7:24 (James Hetfield, Lars Ulrich)

- Lato B

1. Seek & Destroy (Live) – 8:42 (James Hetfield, Lars Ulrich)

12" – One (Collectors Edition Gatefold Sleeve)
- Lato A

1. One (Demo) – 7:03 (James Hetfield, Lars Ulrich)

- Lato B

1. For Whom the Bell Tolls (Live) – 4:48 (James Hetfield, Lars Ulrich, Cliff Burton)
2. Creeping Death (Live) – 8:00 (James Hetfield, Lars Ulrich, Cliff Burton, Kirk Hammett)

### Edizione del 1994
CD singolo
1. One (Edit) – 4:59 (James Hetfield, Lars Ulrich)
2. One (Live) – 9:38 (James Hetfield, Lars Ulrich)

CD maxi-singolo, 10"
1. One – 7:24 (James Hetfield, Lars Ulrich)
2. One (Demo) – 7:03 (James Hetfield, Lars Ulrich)
3. One (Live) – 9:38 (James Hetfield, Lars Ulrich)

CD maxi-singolo – One (Live)
1. One (Live) – 9:49 (James Hetfield, Lars Ulrich)
2. Whiplash (Live) – 4:46 (James Hetfield, Lars Ulrich)
3. For Whom the Bell Tolls (Live) – 5:50 (James Hetfield, Lars Ulrich, Cliff Burton)
4. Last Caress (Live) – 2:25 (Glenn Danzig) – originariamente interpretata dai Misfits

## Formazione
Gruppo
- James Hetfield – chitarra ritmica, voce, arrangiamento
- Lars Ulrich – batteria, arrangiamento
- Kirk Hammett – chitarra solista
- Jason Newsted – basso

Produzione
- Metallica – produzione
- Flemming Rasmussen – produzione, ingegneria del suono
- Toby "Rage" Wright – ingegneria del suono aggiuntiva, assistenza tecnica
- Steve Thompson – missaggio
- Michael Barbiero – missaggio
- George Cowan – assistenza al missaggio
- Bob Ludwig – mastering

## Classifiche
| Classifica (1989–94)          | Posizione massima |
| ----------------------------- | ----------------- |
| Australia                     | 38                |
| Belgio (Fiandre)              | 23                |
| Finlandia                     | 1                 |
| Germania                      | 31                |
| Irlanda                       | 12                |
| Norvegia                      | 4                 |
| Nuova Zelanda                 | 13                |
| Paesi Bassi                   | 3                 |
| Regno Unito                   | 13                |
| Spagna                        | 14                |
| Stati Uniti                   | 35                |
| Stati Uniti (mainstream rock) | 46                |
| Svezia                        | 3                 |
| Svizzera                      | 22                |

## Versione con Lang Lang
In occasione dei Grammy Awards 2014, i Metallica hanno eseguito una versione ridotta di One insieme al pianista cinese Lang Lang. Per ricordare tale avvenimento, il gruppo ha pubblicato sull'iTunes Store una versione del brano registrata il giorno prima presso gli EastWest Studios di Los Angeles.

### Tracce
1. One (Awards Show Rehearsal Version - January 23, 2014) – 5:55